# Rüsselsheim am Main
Rüsselsheim város Németországban, a Rajna-Majna vidékén, Hessen tartományban, Groß-Gerau térségben.
Adam Opel 1863-ban itt alapított családi vállalkozást, ami eleinte varrógépeket, később kerékpárokat gyártott. Az 1890-es években az Opel cég is beszállt az akkor születő autógyártásba. Külföldön ma főként erről híres.

## Híres emberek
- itt született Peter Kraus (1941–2024) olimpiai bajnok német gyeplabdázó

## Testvérvárosok
- Évreux, Franciaország (1961)
- Rugby, Egyesült Királyság (1977)
- Varkaus, Finnország (1979)
- Kecskemét, Magyarország (1991)